# Флуксус

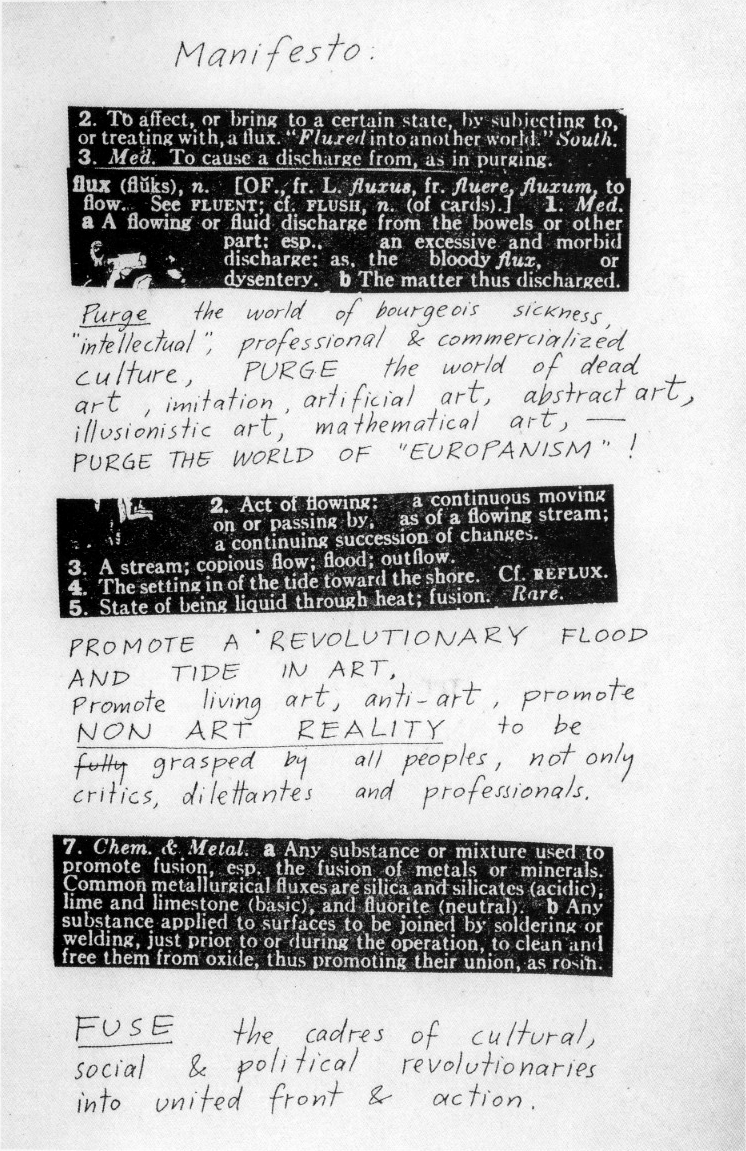
Маніфест, який склав Джордж Маціюнас (лютий 1963)

Флуксус (від лат. Fluxus: течія, текучий) — міжнародний мистецький рух художників, композиторів та дизайнерів 1960-их, якому було притаманне змішування мистецьких засобів та дисциплін. Представники руху проявили найбільшу активність у неодадаїстичній нойз-музиці та візуальному мистецтві, а також літературі, міському плануванні, архітектурі та дизайні. Іншими характерними рисами руху був специфічний гумор і певне відмежування від традиційного мистецтва.